# 山口竹治郎
山口 竹治郎（やまぐち たけじろう、明治12年（1879年）3月） -昭和38年（1963年）12月24日）は、日本の実業家、銀行家。大阪貯蓄銀行（株）頭取、関西信託（株）監査役、日本生命評議員、山口（資）理事を歴任した。

## 人物像
兵庫県平民。趣味は小鳥、盆栽、俳句。宗教は真宗本願寺派。兵庫県在籍。

## 家族・親族

### 山口家
（大阪府大阪市、兵庫県武庫郡住吉村大蔵（現神戸市東灘区住吉東町）、東京都）
- 父・楢三郎[2]

『明治人名辞典Ⅱ 下巻』（底本･『日本現今人名辞典（明治三三年）』）やノ三十二によると、「やまくち、ならさぶろう 山口楢三郎 君は方今株式会社第百四十八銀行取締役にして又同大阪貯蓄銀行監査役及び無限責任山口銀行支店主任なり（所四九圓餘、大阪市東区伏見町）」
- 妹・カナ（大阪府、伊藤萬元会長伊藤萬助 (2代目)の弟萬治郎に嫁す[4][2]）

明治20年（1887年）8月生 - 没
- 弟・保三郎[2]

同妻・フク（兵庫県、日本木管代表取締役、大阪鉄道監査役岡幸次郎二女）
- 妻・エン（兵庫県、日本木管代表取締役大阪鉄道監査役岡幸次郎長女[5]）

明治18年（1885年）11月生 - 没
- 男・隆一

明治38年（1905年）11月生 - 没
昭和36年（1961年）5月協和銀行取締役経理部長に就任。宗教は真宗。住所は東京都目黒区上目黒。神戸市東灘区在籍。
同妻・愛子（京都府、加工綿布卸商小山甚七長女）
- 男・挺二[2]

明治41年（1908年）11月生 - 没
- 長女・鈴（阪神急行電鉄会社元社長上田寧二男敦に嫁す[2]）

明治43年（1910年）8月生 - 没
- 二女・次（大日本麦酒会社専務取締役高橋龍太郎長男吉隆に嫁す[2]）

大正元年（1912年）11月生 -
- 男・洋三[2]（岳父に一万田尚登[8]）

大正6年（1917年）3月生 -
- 四男（山口フク養子[2]）

大正8年（1919年）10月生 -
- 五男（岡栄一養子[2]）

大正14年（1925年）7月生 -

## 関連
- 伊藤萬
- 伊藤萬助 (2代目)
- 伊藤萬治郎
- 上田寧
- 高橋龍太郎
- 高橋吉隆